# ایان کرتیس
ایان کرتیس (به انگلیسی: Ian Curtis) (زاده ۱۵ ژوئیه ۱۹۵۶-مرگ ۱۸ می ۱۹۸۰) خواننده، ترانه‌نویس، گیتاریست و آهنگ‌نویس گروه پست-پانک انگلیسی جوی دیویژن بود. جوی دیویژن در سال ۱۹۷۹ اولین آلبوم خود یه نام لذت‌های ناشناخته را منتشر کرد و دومین آلبوم خود را یک سال بعد به نام Closer منتشر کرد. بعد از آن کرتیس به دلیل بیماری صرع و همچنین افسردگی ناشی از شکست در رابطه شخصی خود دست به خودکشی زد. کرتیس در تور سال ۱۹۸۰ و روز قبل از شروع اولین تور آمریکای شمالی جوی دیویژن خودش را به دار آویخت.
کرتیس بیشتر برای صدای منحصربه‌فردش، سبک رقصیدنش و همچنین ترانه‌های پوچ گرایش است که مشهور است.
در سال ۱۹۹۵ بیوه کرتیس، دبورا کرتیس، کتابی به نام برخورد از راه دور :ایان کرتیس و جوی دیویژن را منتشر کرد. زندگی و مرگ دراماتیک کرتیس موضوع دو فیلم مردم بیست و چهار ساعته در حال رقص (۲۰۰۲) و کنترل (۲۰۰۷) بوده‌است.